# 청자 상감용봉모란문 합 및 탁
청자 상감용봉모란문 합 및 탁(靑磁 象嵌龍鳳牡丹文 盒 및 托)은 상감기법으로 용봉과 모란 무늬를 새긴, 고려청자 합과 그 받침이다. 서울특별시 용산구, 삼성미술관 리움에 있으며, 1984년 8월 6일 대한민국의 국보 제220호로 지정되었다.
합은 음식을 담는 데 쓰이며 자그마한, 뚜껑이 달린 그릇이다. 합은 대접과 뚜껑으로 이루어져 있으며, 숟가락과 받침까지 온전하다.

## 개요
고려시대 만들어진 뚜껑있는 청자대접으로 높이 19.3cm, 아가리 지름 18.5cm, 밑 지름 6.8cm이다.
뚜껑과 받침, 수저까지 완전하게 갖추어진 유물로서, 뚜껑에 다람쥐 모양의 꼭지를 만들었다. 다람쥐를 중심으로 그 아래에 흑백상감의 겹 연꽃무늬 띠와 물결무늬 띠를 두었고 그 밑으로 봉황과 용이 새겨있다.
그릇 안에 수저를 꽂았을 때 뚜껑과 사발의 사이가 뜨지않도록 뚜껑의 한쪽 귀퉁이에 홈을 파 놓았으며, 대접 아가리의 가장자리에는 번개무늬 띠를 두르고 그 아래로 학과 구름무늬를 규칙적으로 새겼다. 표면에는 두 겹의 원을 그리고, 그 안에 모란을 흑백상감으로 장식하였으며 나머지 여백은 국화 무늬로 메우고 있다. 유약은 부분적으로 황록색을 띠지만 대체로 맑은 편이다.
뚜껑, 대접, 받침 전면에 걸쳐 상감되어 있는 문양 표현이 돋보이며, 당시의 상감문양이 거의 망라되어 있어 이 유물이 왕족 계층에서 사용되었을 것으로 추정된다.

## 사진

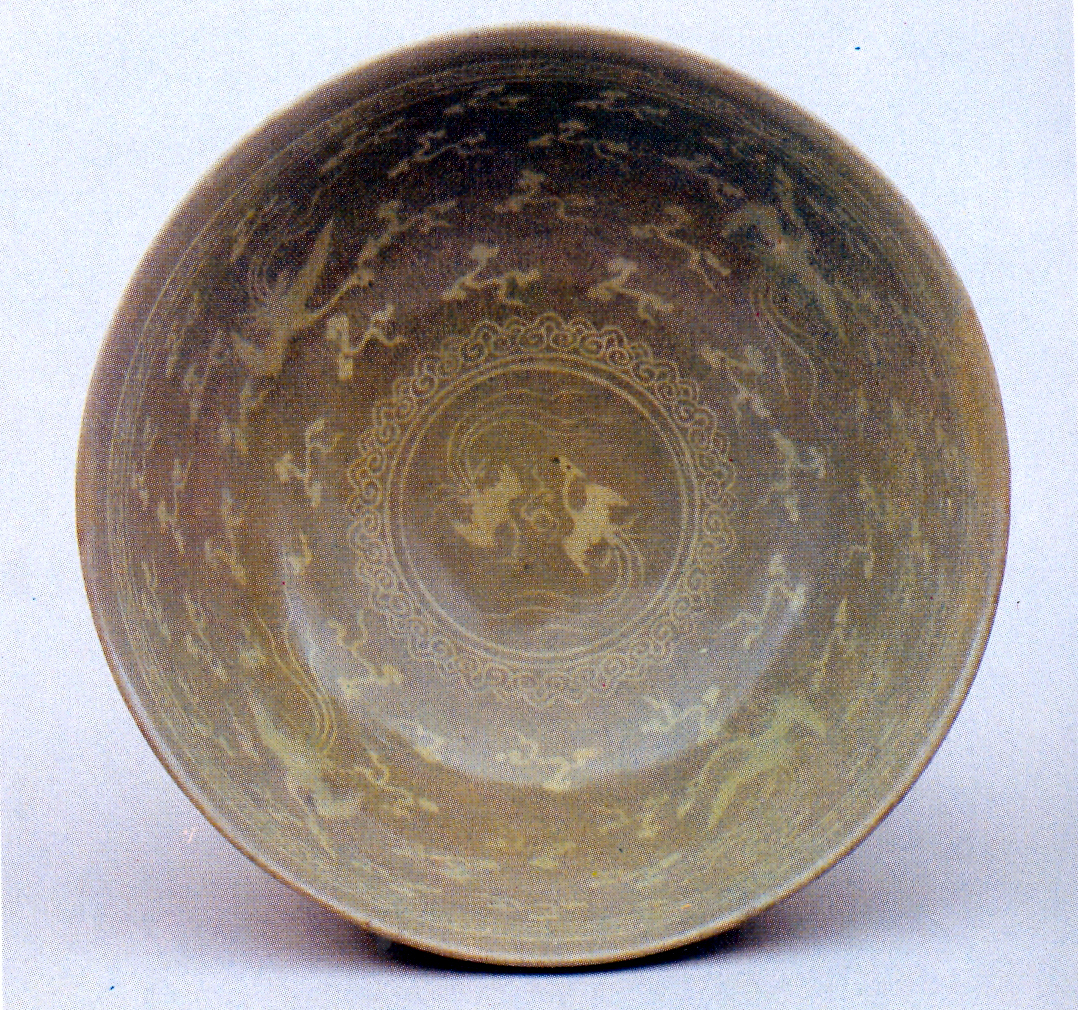
대접 안쪽
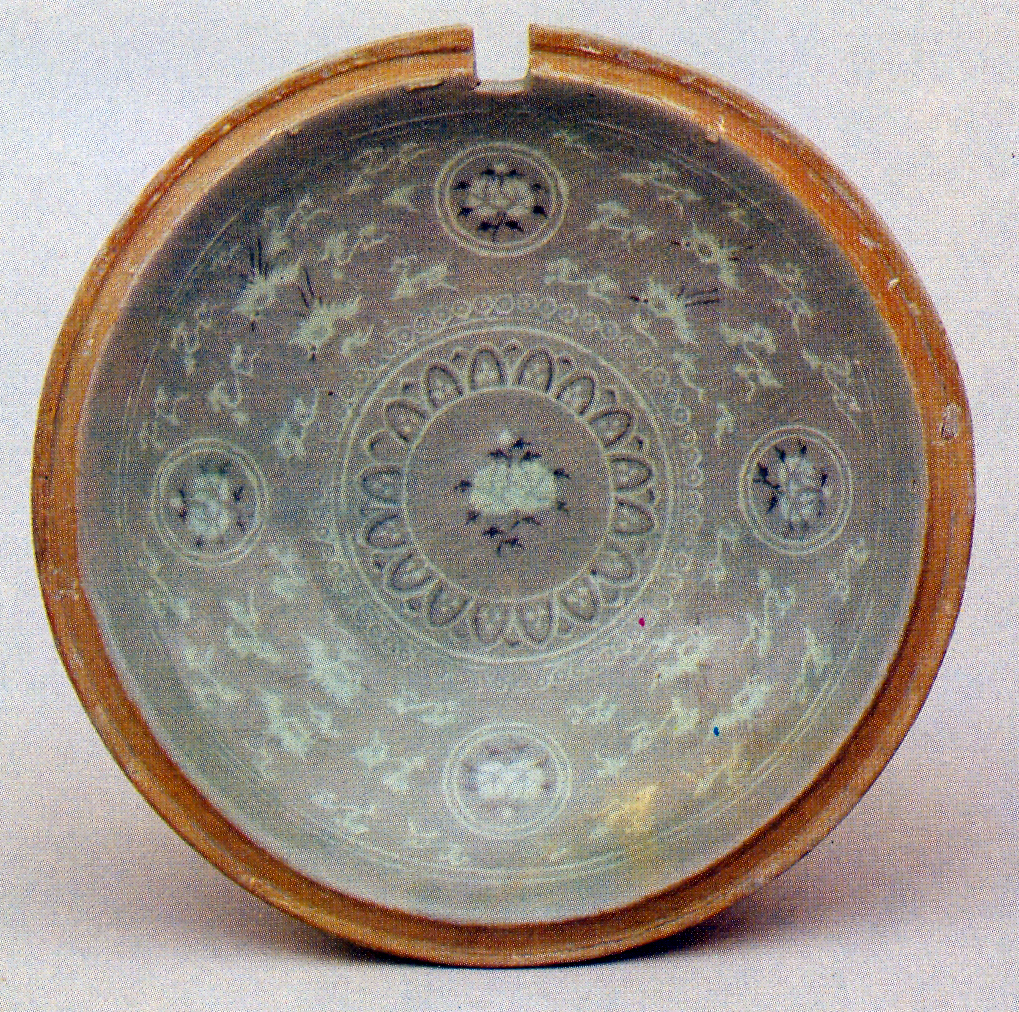
뚜껑 안
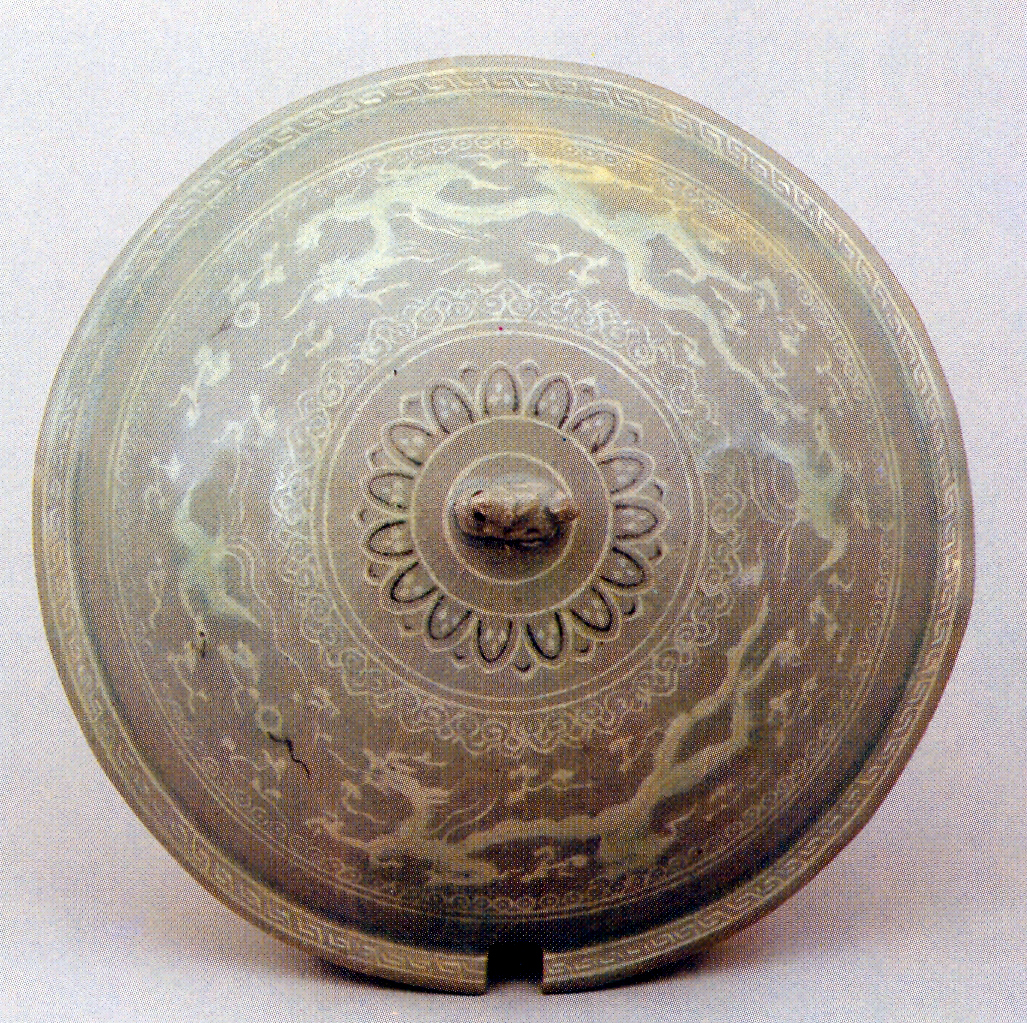
뚜껑 윗면
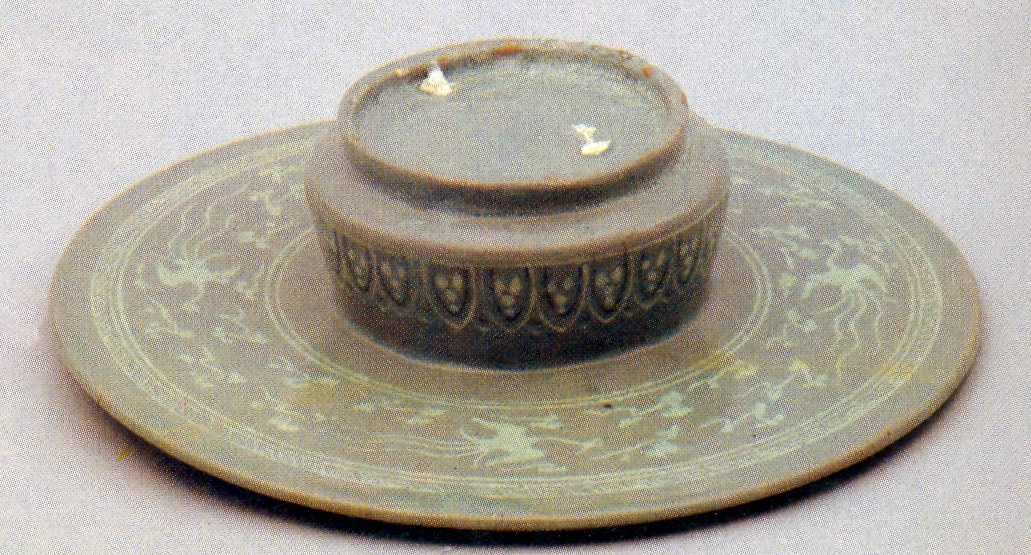
받침의 굽
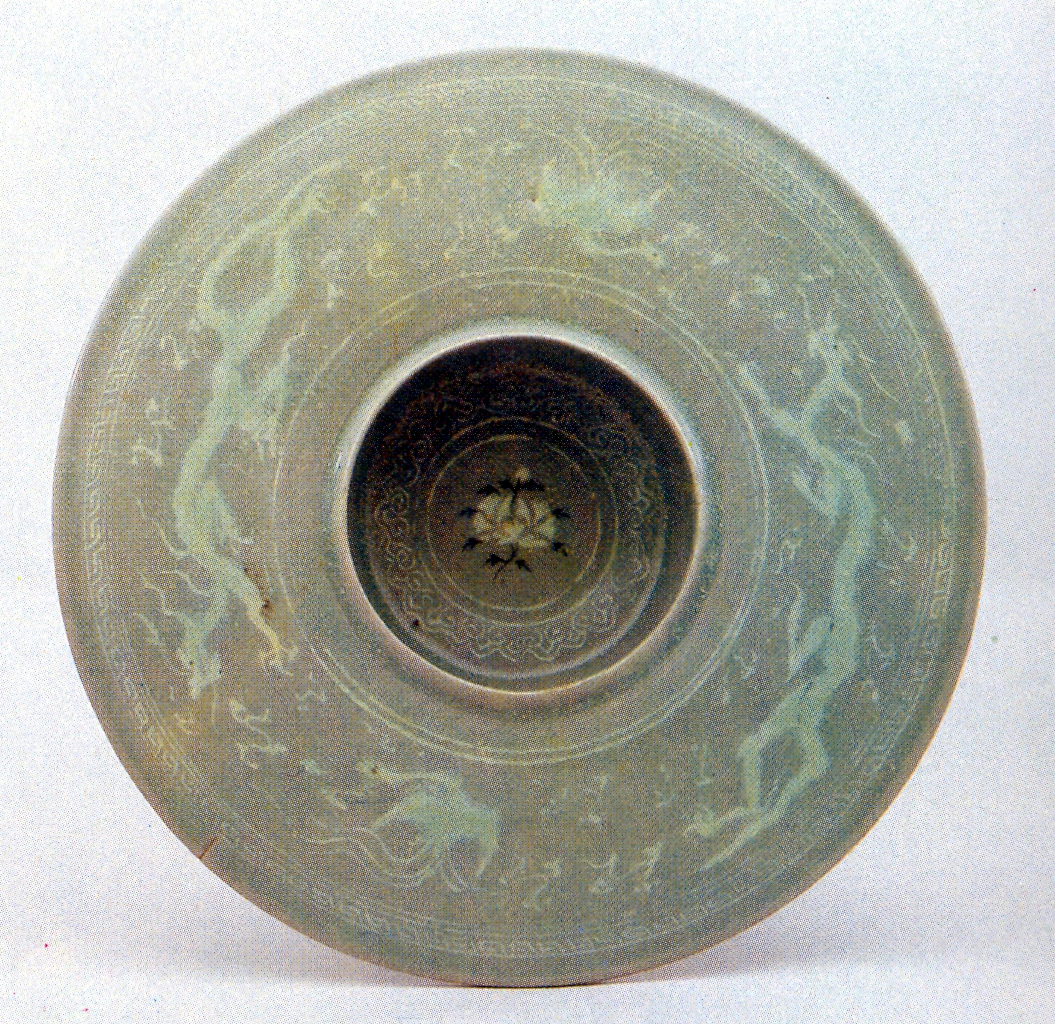
받침 윗면

## 같이 보기
- 고려청자

## 참고 자료
- 청자 상감용봉모란문 합 및 탁 - 국가유산청 국가유산포털